# Paz González
Paz González Torres (21 de julio de 2003) es una futbolista chilena que juega de portera y su equipo actual es ENFAF (Escuela Nacional de Federación Andorrana de Fútbol) de la Primera División Catalana, en ella alberga 2 grupos de Cataluña. 

## Trayectoria
En octubre del año 2018 debutó en Audax Italiano en la posición de mediocampista por la categoría sub-15, en diciembre de aquel año se incorpora a Universidad Católica, para jugar por la categoría sub-17.
En junio empieza a desarrollar el rol de portera debido a la necesidad del plantel. Estuvo presente en el plantel de honor hasta el fin de la temporada 21/22, una vez concluida, da el salto internacional a Andorra para el club ENFAF, equipo el cual compite en la Primera División Catalana de Fútbol. 

## Clubes
| Club                                | País    | Año       |
| ----------------------------------- | ------- | --------- |
| Audax Italiano                      | Chile   | 2018      |
| Club Deportivo Universidad Católica | Chile   | 2018-2022 |
| ENFAF                               | Andorra | 2023-     |

## Vida personal
Es hermana de Coke González, periodista deportivo chileno.